# گمینا شخنگتسه
گمینا شخنگتسه (به لهستانی:  Gmina Siechnice) یک گمینا در لهستان است که در شهرستان وروتسواف واقع شده‌است. گمینا شخنگتسه ۹۸٫۵۷ کیلومتر مربع مساحت و ۱۳٬۵۵۲ نفر جمعیت دارد.

## خواهرخوانده
شهر Sin-le-Noble خواهرخواندهٔ گمینا شخنگتسه هست.